# گیگی تسرتلی
جورج «گیگی» تسرتلی (به گرجی: გიორგი (გიგი) წერეთელი) (زاده ۲۳ فوریه ۱۹۶۴ در تفلیس، گرجستان) یک نورولوژیست و پزشک گرجی، رئیس کنونی مجمع پارلمانی سازمان امنیت و همکاری اروپا و نماینده مجلس و معاون سابق رئیس مجلس گرجستان است.وی در یک مدت کوتاهی وزارت بهداشت گرجستان را به عهده داشته‌است. او پیش از ریاست مجمع پارلمانی سازمان امنیت و همکاری اروپا، ریاست مجمع پارلمانی توسعه و جمعیت اتحادیه اروپا را به عهده داشت. تسرتلی به زبان‌های گرجی، روسی و انگلیسی تسلط کامل دارد.

## دوره فعالیت
- ۱۹۹۳–۱۹۸۹: به عنوان متخصص عصب‌شناس در بیمارستان عصب‌شناسی بالینی اشتغال داشت.
- ۱۹۹۵–۱۹۹۳: مشغول به تجارت بود.
- ۱۹۹۶–۱۹۹۵: فرماندار منطقه واکا در تفلیس شده بود.
- آوریل ۱۹۹۵-اکتبر ۱۹۹۵: معاونت اجتماعی شهرداری تفلیس را به عهده داشت.
- ۱۹۹۸–۱۹۹۶: قائم مقام شهرداری تفلیس
- اکتبر ۱۹۹۸-نوامبر ۱۹۹۹: عضو شورای شهر تفلیس و رئیس جناح اکثریت
- نوامبر ۱۹۹۹-فوریه ۲۰۰۰: نماینده دوره پنجم مجلس گرجستان شده بود و ریاست کمیته سیاست منطقه ای و مناطق خودمختار را به عهده داشت.
- فوریه ۲۰۰۰-ژانویه ۲۰۰۴: نایب رئیس مجلس گرجستان
- نوامبر ۲۰۰۳-ژانویه ۲۰۰۴: رئیس مجلس گرجستان (سرپرستی)
- فوریه ۲۰۰۴–۲۰۰۵: وزیر کار، سلامت و حمایت اجتماعی گرجستان و معاون نخست‌وزیر
- ۲۰۰۸–۲۰۰۴: نماینده دوره ششم مجلس گرجستان و رئیس کمیته اجتماعی و سلامت
- ۲۰۱۲–۲۰۰۸: نماینده دوره هفتم مجلس گرجستان و نایب رئیس
- ۲۰۱۱–۲۰۰۹: رئیس مجمع پارلمانی توسعه و جمعیت اتحادیه اروپا
- ۲۰۱۲-اکنون: معاون مجمع پارلمانی سازمان امنیت و همکاری اروپا
- ۲۰۱۲-اکنون: نماینده دوره هشتم مجلس گرجستان و معاون رئیس مجلس
- ۲۰۱۷-اکنون: رئیس مجمع پارلمانی سازمان امنیت و همکاری اروپا
- عضو هیئت اجرایی سیاسی حزب جنبش اتحاد ملی گرجستان
- رئیس شورای مرکزی حزب جنبش اتحاد ملی گرجستان
- عضو هیئت نمایندگان مجمع پارلمانی سازمان امنیت و همکاری اروپا
- رئیس حزب مردم اروپا و گروه نمایندگان حزب مردم اروپا در مجمع پارلمانی سازمان امنیت و همکاری اروپا
- عضو مجمع پارلمانی توسعه و جمعیت اروپا
- عضو انجمن رایزنی با آمریکا در مجلس گرجستان
- عضو گروه دوستی سوئد در مجلس گرجستان